# Amor Ben Yahia
Amor Ben Yahia (arabisch عمر بن يحيى, DMG ʿUmar b. Yaḥyā; * 1. Juli 1985 in Kebili) ist ein tunesischer Leichtathlet, der über 3000 Meter Hindernis an den Start geht. In dieser Disziplin ist er Inhaber des Nationalrekords.

## Sportliche Laufbahn
Amor Ben Yahia tritt seit 2005 in Wettkämpfen im Hindernislauf an. Damals gewann er die Bronzemedaille bei den Tunesischen Meisterschaften. Das gleiche Resultat erreichte er auch ein Jahr später, in dem er sich zudem bis auf 8:52,71 min verbesserte. Bis 2009 verbesserte er sich bis auf eine Zeit von 8:41,64 min, die er bei den Tunesischen Meisterschaften aufstellte und damit erstmals Gold bei den nationalen Meisterschaften gewinnen konnte. 2010 gelang es ihm, seinen Meistertitel zu verteidigen und er fügte zudem eine weitere Goldmedaille über 1500 Meter hinzu. 2011 gelang es ihm, sich für die Weltmeisterschaften in Dageu zu qualifizieren. Dabei verbesserte er seine Bestzeit im Vorlauf auf 8:30,02 min, mit denen er als Sechster seines Laufes den Einzug in das Finale verpasste. Ein Jahr darauf nahm er an den Olympischen Sommerspielen in London teil. Wie ein Jahr zuvor in Daegu gelang es ihm auch diesmal, beim Saisonhöhepunkt mit 8:22,70 min eine neue Bestzeit aufzustellen, die allerdings erneut nicht für den Finaleinzug ausreichten. 2013 trat Ben Yahia bei den Mittelmeerspielen in Mersin an. Dabei konnte er die Goldmedaille mit persönlicher Bestzeit von 8:14,05 min gewinnen, mit der er seitdem den Nationalrekord Tunesiens über 3000 Meter Hindernis hält. Anschließend siegte er zum dritten Mal im Hindernislauf bei den nationalen Meisterschaften.
2014 trat Ben Yahia im Nachbarland Marokko bei den Afrikameisterschaften an, bei denen er im Finale den fünften Platz belegen konnte. 2015 trat er im August in Peking zum zweiten Mal bei den Weltmeisterschaften an, verpasste als Fünfter seines Laufes allerdings erneut den Einzug in das Finale. An gleicher Stelle lief er zuvor im Mai mit 8:19,30 min die zweitschnellste Zeit im Laufe seiner Karriere. Nach den Weltmeisterschaften trat er im Oktober bei den Militärweltspielen in Mungyeong an, bei denen er die Goldmedaille gewinnen konnte. 2016 nahm er in Rio de Janeiro zum zweiten Mal an Olympischen Sommerspielen teil. Diesmal gelang es ihm, in das Finale einzuziehen, worin er allerdings disqualifiziert wurde. Nachdem er die Saison 2017 komplett verpasst hatte, nahm er 2018 erneut an den Mittelmeerspielen teil. Knapp verpasste er dabei mit dem Gewinn der Silbermedaille die Titelverteidigung. 2019 ging er bei den Afrikaspielen in Rabat an den Start, ohne das Rennen beenden zu können. Anfang Oktober folgte der Start bei den Weltmeisterschaften in Doha, wobei er als Neunter seines Laufes den Finaleinzug abermals verpasste.

## Wichtige Wettbewerbe
| Jahr                 | Veranstaltung           | Ort                  | Platz                | Disziplin            | Zeit                 |
| Startet für Tunesien | Startet für Tunesien    | Startet für Tunesien | Startet für Tunesien | Startet für Tunesien | Startet für Tunesien |
| -------------------- | ----------------------- | -------------------- | -------------------- | -------------------- | -------------------- |
| 2011                 | Weltmeisterschaften     | Daegu                | 19.                  | 3000 m Hindernis     | 8:30,02 min          |
| 2012                 | Olympische Sommerspiele | London               | 14.                  | 3000 m Hindernis     | 8:22,79 min          |
| 2013                 | Mittelmeerspiele        | Mersin               | 1.                   | 3000 m Hindernis     | 8:14,05 min          |
| 2014                 | Afrikameisterschaften   | Marrakesch           | 5.                   | 3000 m Hindernis     | 8:44,61 min          |
| 2015                 | Weltmeisterschaften     | Peking               | 21.                  | 3000 m Hindernis     | 8:43,11 min          |
| 2015                 | Militärweltspiele       | Mungyeong            | 1.                   | 3000 m Hindernis     | 8:24,68 min          |
| 2016                 | Olympische Sommerspiele | Rio de Janeiro       |                      | 3000 m Hindernis     | DQ                   |
| 2018                 | Mittelmeerspiele        | Tarragona            | 2.                   | 3000 m Hindernis     | 8:26,14 min          |
| 2019                 | Afrikaspiele            | Rabat                |                      | 3000 m Hindernis     | DNF                  |
| 2019                 | Weltmeisterschaften     | Doha                 | 22.                  | 3000 m Hindernis     | 8:26,12 min          |

## Persönliche Bestleistungen
Freiluft
- 3000 Meter Hindernis: 8:14,05 min, 28. Juni 2013, Mersin, (tunesischer Rekord)